# کشاورزی در لتونی

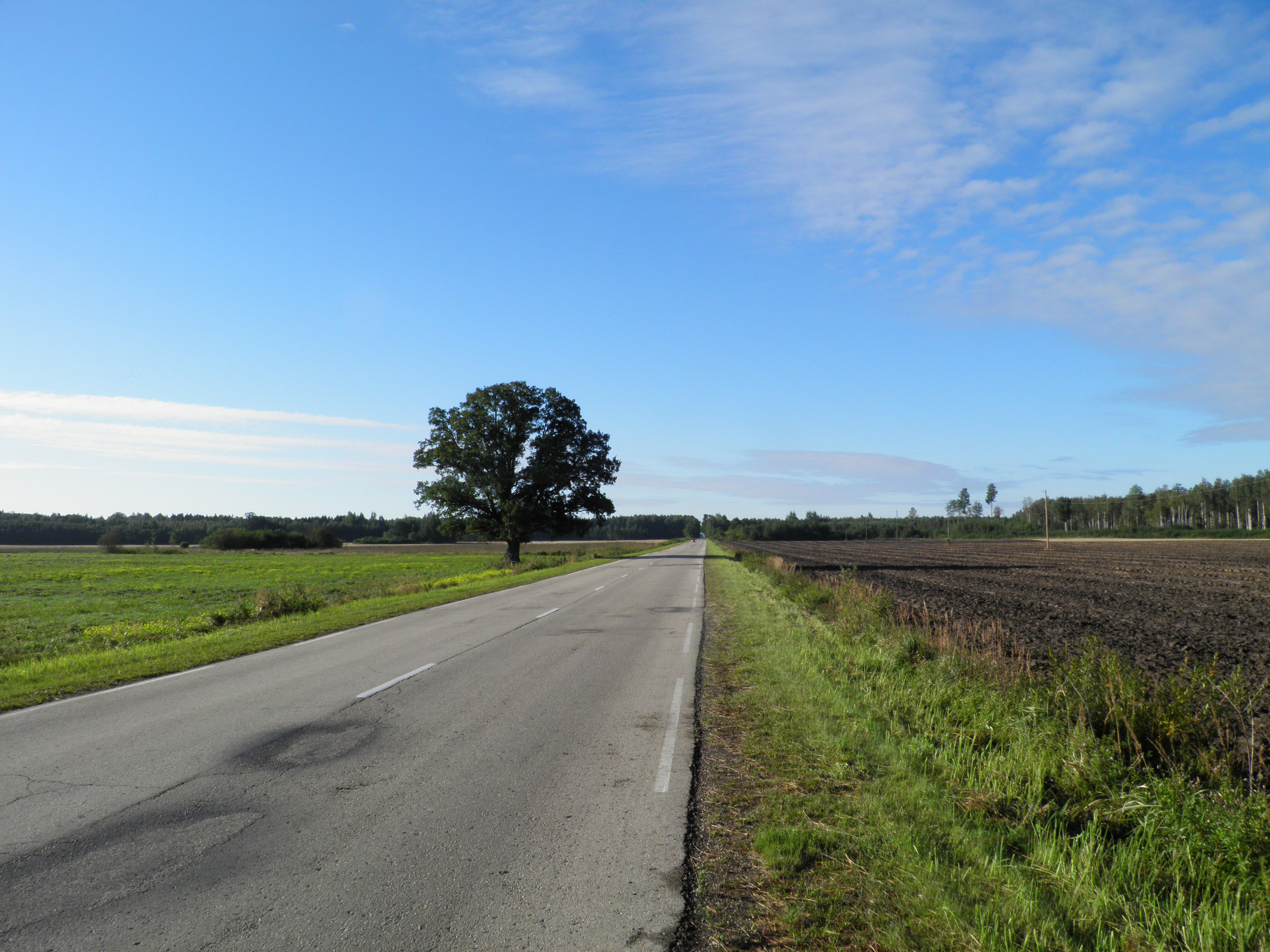
کشاورزی در لتونی

در سال ۲۰۱۸ تولیدات کشاورزی لتونی شامل ۱.۴ میلیون تن گندم، ۴۲۶ هزار تن سیب زمینی، ۳۰۶ هزار تن جو، ۲۲۹ هزار تن کلزا، ۱۸۸ هزار تن جو، ۸۱ هزار تن چاودار، ۸۰ هزار تن حبوبات و مقادیر کمی از سایر محصولات کشاورزی بود.